# إمدادت المياه والصرف الصحي في اليونان
تمتاز إمدادات المياه والصرف الصحي في اليونان بالتنوع. بينما تتلقى أثينا مياهها من سلسلة من الخزانات المائية، التي يقع بعضها على بعد 200 كيلومتر منها، تُغذى بعض الجزر الصغيرة بالمياه من الناقلات. عانى اليونانيون من حالات جفاف متكررة، حدث أخرها في عام 2007. دعم الاتحاد الأوروبي بناء العديد من محطات معالجة مياه الصرف الصحي منذ التسعينيات من أجل تحقيق المعايير البيئية للاتحاد الأوروبي. في حين أن تصريف مياه الصرف الصحي في المدن الكبرى يطابق هذه المعايير حاليًا، ما تزال بعض المدن الصغيرة غير مواكبة.
في أثينا وسلانيك، هناك مرفقان حكوميان -إي واي إيه تي إتش وإي واي دي إيه بّي-  مسؤولان عن إمدادات المياه والصرف الصحي. تحقق الشركات، المدرجة في بورصة أثينا، أرباحًا على الرغم من الرسوم الجمركية المنخفضة، ويعود ذلك بشكل جزئي إلى اعانات استثمارية من الدولة. يوجد خارج أكبر مدينتين، 230 من المرافق المحلية المختلفة، وهي المسؤولة عن إمدادات المياه والصرف الصحي. كجزء من الخطة المسماة كالي كراتيس من أجل إصلاح الحكومة المحلية، ستدمج البلديات الصغيرة والمرافق المحلية في وحدات أكبر. تصعب الأزمة المالية اليونانية زيادة التعريفات المفروضة على المرافق اليونانية وفرض سداد المتأخرات والديون.

## موارد المياه
تملك اليونان موارد مائية وفيرة جدًا تبلغ وسطيًا 58 مليار متر مكعب في السنة (1977-2001)، تستخدم منها الدولة 12% فقط. ويستخدم 87% منها في الزراعة و3% في منها في الصناعة و10% فقط (أو 1.2% من إجمالي الموارد المائية) من أجل إمدادات المياه البلدية. ومع ذلك، يضمر المتوسط اختلافات كبيرة بين السنوات والمواسم والمناطق. تكون الموارد المائية شحيحة على نحو استثنائي في الجزر اليونانية، والتي يُزود بعضها بالماء عن طريق الناقلات أو تحولت إلى مواقع لتحلية مياه البحر. الجفاف ظاهرة متكررة في جميع أنحاء اليونان، بما في ذلك الجفاف الذي حصل في عام 1993 والذي اعتبر الأسوأ منذ 50 عامًا على الأقل والجفاف الآخر الذي حدث في عام 2007.